# Marcus Licinius Crassus Frugi (consul en 27)
Marcus Licinius Crassus Frugi est un sénateur de l'Empire romain du Ier siècle.

## Biographie
Il est né vers l'an 6 av. J.-C.. Il est le fils de Marcus Licinius Crassus Frugi et (peut être) de Cornelia Fausta. Il a une sœur, Licinia, qui est l'épouse de Lucius Calpurnius Pison, consul en 27.
De son mariage avec Scribonia, fille de Lucius Scribonius Libo et de Cornelia Pompeia, on  lui connait quatre ou cinq enfants :
- Cnaeus Pompeius Magnus, marié à Claudia Antonia en 43, la fille de Claude et de Aelia Paetina. Il est exécuté en 47.
- Marcus Licinius Crassus Frugi, consul en 64.
- Marcus Licinius Crassus Scribonianus, entre les années 68 et 69, Marcus Antonius Primus lui offre l'empire, mais Scribonianus refuse.
- Lucius Calpurnius Piso Licinianus, adopté comme successeur par Galba et tué en même temps que ce dernier.
- Licinia Magna, marié à Lucius Calpurnius Pison, consul en 57.
- Peut être Licinia, épouse d'un (Rupilius).

Il est préteur urbain en 24 puis consul romain ordinaire en 27 avec pour collègue son beau-frère Lucius Calpurnius Pison. Quelque temps après l'an 44, il est légat d'Auguste propréteur de Maurétanie.
Lors du triomphe de Claude, qui fait suite à la conquête de la Bretagne, il reçoit pour la seconde fois les ornements triomphaux.
En 47, Frugi, sa femme Scribonia et leurs fils Cnaeus Pompeius Magnus sont exécutés sur ordre de Messaline.